# グラーテ・ヘーゼの戦い

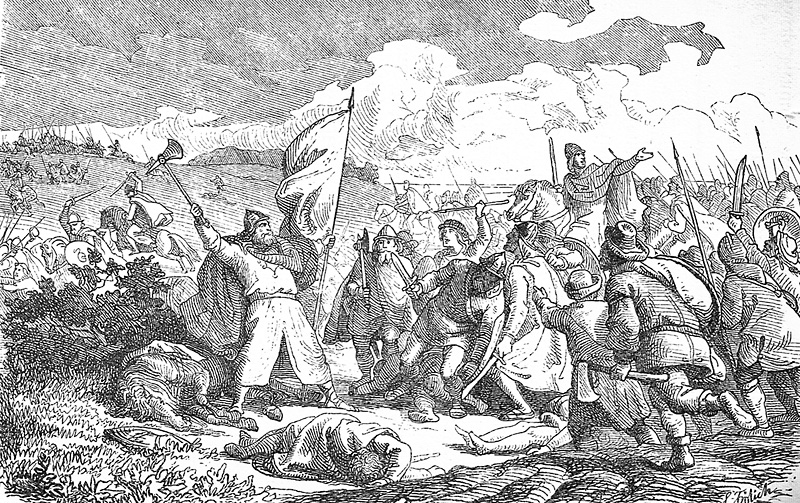
『グラーテ・ヘーゼの戦い』:en:Lorenz Frølich画。

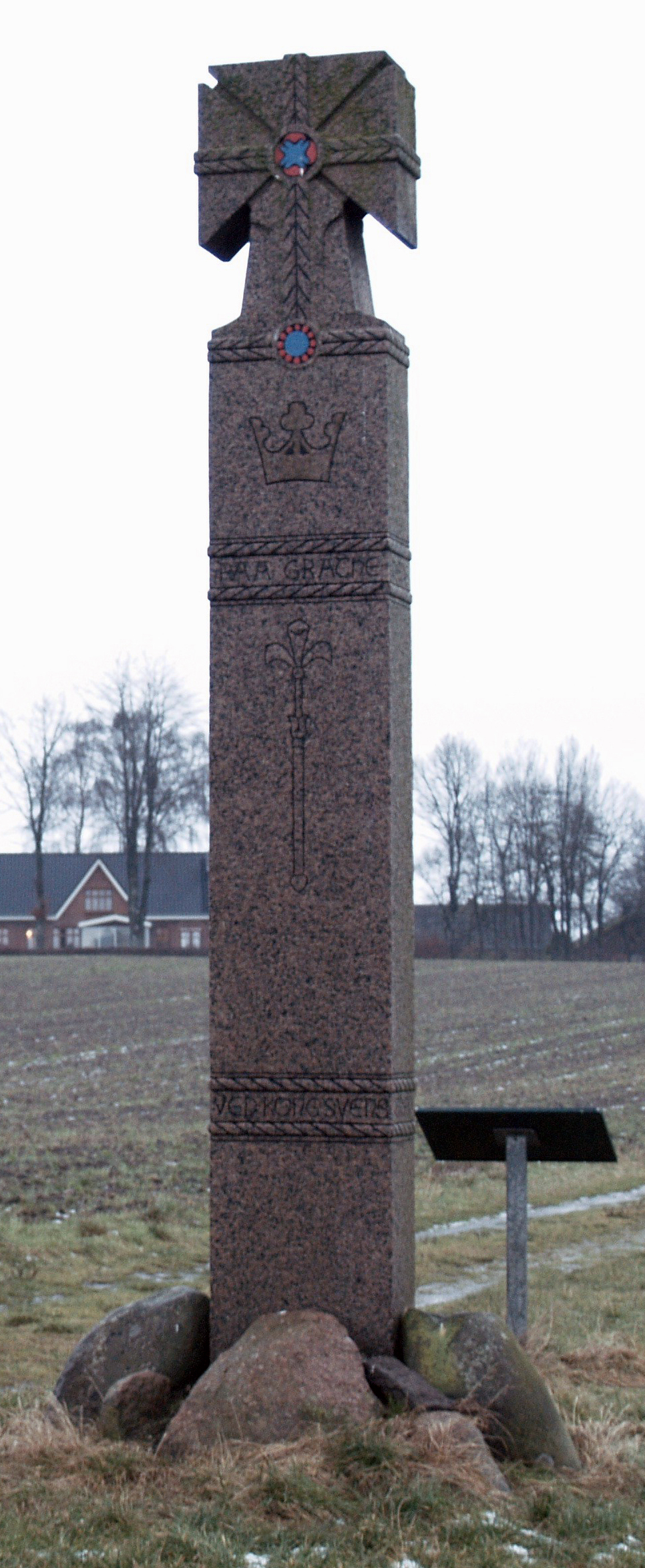
トール・ランゲが建立した石碑。

グラーテ・ヘーゼの戦い（Battle of Grathe Heath）とは、1157年10月23日にヴァルデマー1世とスヴェン3世がデンマークの王位を巡って戦った内戦。ヴァルデマー1世が勝利し、スヴェン3世は逃げようとしたところを殺された。
この戦いはクヌーズ5世、ヴァルデマー1世、スヴェン3世のデンマークの王位を巡る内戦に終わりを告げた。

## 背景
1146年、エーリク3世（仔羊王）が退位すると従弟でエーリク2世（銘記王）の息子スヴェン3世は自らシェラン島とスコーネの王であると宣言した。しかし、又従弟でニルスの孫（スウェーデン王マグヌス1世の息子）クヌーズ5世はユトランド半島の王となり、クヌーズ5世は1147年と1150年にシェラン島の征服を試みたがいずれも撃退され、軍を再編するためにドイツへ逃れた。
クヌーズ5世は1152年、ヴィボー近郊のGedebækでの戦いにも破れ、後の神聖ローマ皇帝フリードリヒ1世に援助を求めた。フリードリヒ1世はスヴェン3世とクヌーズ5世の両王にメルゼブルク（en:Merseburg）で自分と会うように命じた。そこでフリードリヒ1世はスヴェン3世を王として認め、スヴェン3世は彼に忠誠を誓ったが、これは皇帝への臣従と同然であった。
これによりデンマークの貴族達は自国に対するドイツの影響力が高まるのを恐れた。ヴァルデマーは当初自分をシュレースヴィヒに封じたスヴェン3世側に加わったが、クヌーズ5世の異父妹ソフィアと婚約するとそちらに寝返った。
1154年、クヌーズ5世とスヴェン2世は共にヴィボーで開かれた民会（en:Landsting）で王と認められた。

## 陰謀
3人はヴァルデマー1世がユトランドを、クヌーズ5世がシェラン島とフュン島を、スヴェン3世がスコーネを統治することで合意した。1157年8月9日、ロスキレで和睦の祝宴を開くことが取り決められたが、サクソ・グラマティクスによればスヴェン3世は部下に2人の王を殺すように命じていたとされる。
クヌーズ5世は殺されたが、ヴァルデマー1世は負傷したものの大きな燭台をいくつか倒し、火事の混乱に乗じてようやくその場を逃れた。彼は側近アブサロンと暗闇の中を逃げ、何とかユトランドまで戻ることができた。

## 戦闘
スヴェン3世の裏切りが明らかになると群集はヴァルデマーの旗の下に集まり、彼は軍隊を集結させた。スヴェン3世はDjurså河口のグレーノー（en:Grenå）に上陸したが、彼の艦隊は策略によって破壊された。スヴェン3世がラナースへ向け進軍するとヴァルデマー1世はグゼノー川（en:Gudenå）の対岸に撤退して橋を落とした。
9月の終わり頃にヴァルデマー1世は自軍の戦力がスヴェン3世軍と戦うに十分な力をつけた感触を得た。そして10月23日、両軍はグラーテ・ヘーゼで対戦した。戦闘は短かったが激しいものだった。スヴェン3世はヴァルデマー1世の主力部隊を見落とし、彼の軍を避けて進んで来たヴァルデマー1世軍に突然攻撃された。彼はハーグ湖の外れにある沼沢地に足を取られ武器と防具を失った。そして間もなく怒れる農民達に捕えられ、伝統に従い斧で殺された。
死後、スヴァン3世は敗北して王冠と命の両方を失った場所にちなみ「グラーテ」というあだ名をつけられた。

## 戦後
ヴァルデマー1世は王位継承争いを最後まで生き残った唯一の王となった。そして戦争で荒廃したデンマークを再編し立て直した。また戦場跡にトール・ランゲが石の十字架を建立している。